# Tanjungan (Seluma Selatan)
Tanjungan is een bestuurslaag in het regentschap Seluma van de provincie Bengkulu, Indonesië. Tanjungan telt 328 inwoners (volkstelling 2010).